# Tanda de penales
Una tanda de penaltis o penales es un método utilizado en algunos deportes para determinar un ganador tras un partido empatado.
Las reglas de las tandas varían según los deportes e incluso entre distintas competencias. No obstante, la forma usual es la alternancia de tiros de penaltis, enfrentándose un atacante de un equipo frente a un guardameta del rival.
El equipo ganador es el que convierte más goles en un predeterminado número de intentos (normalmente cinco). Si anotan la misma cantidad de goles, usualmente se realizan las series necesarias de un tiro por equipo hasta desempatar, lo que es conocido como muerte súbita en algunos deportes.

## Deportes que utilizan el método
- Fútbol (tiros desde el punto penal)
- Fútbol sala
- Fútbol playa
- Balonmano
- Waterpolo
- Hockey sobre césped
- Hockey sobre hielo
- Hockey sobre patines
- Cricket